# Rinorea pilosa
Rinorea pilosa är en violväxtart som beskrevs av Thomas Ford Chipp. Rinorea pilosa ingår i släktet Rinorea och familjen violväxter. Inga underarter finns listade i Catalogue of Life.